# Намди Азикиве
Бенџамин Намди Азикиве (енгл. Benjamin Nnamdi Azikiwe; Зунгуру, 16. новембар 1904 — Нсука, 11. мај 1996) био је нигеријски политичар и први председник Нигерије.

## Биографија
Рођен је 1904. године у месту Зунгеру, на северу земље, пореклом из народа Игбо. Образовао се на престижним домаћим и страним институцијама. На Универзитету у Пенсилванији је 1933. добио магистериј. Тамо је студирао заједно с Кваме Нкрумом.
Након повратка у земљу, запослио се као уредник у листу African Morning Post, а касније се преселио у Акру, где је био оснивачки уредник листа The West African Pilot, који је промовисао противколонијална стајалишта. Био је успешан новинар и већина новинара који су почели радити након независности Нигерије прошли су његову обуку.
Основао је, заједно са Хербертом Меколијем, Национални конгрес Нигерије и Камеруна. Након постигнуте независности 1960, постао је генерални гувернер, а након проглашења републике 1963. године изабран је и за председника Нигерије.
Са власти је свргнут војним ударом 1966. године, заједно с осталим цивилним функционерима.
Народној странци Нигерије прикључио се 1978. године, те се 1979. и 1983. неуспешно кандидовао за председника. Након државног удара на Стару годину 1983, под принудом је напустио бављење политиком.
По вери је био хришћанин. Умро је у дубокој старости, 1996. године, након дуге болести, у комплексу учитељске болнице Универзитета у Нигерији, град Енугу.

## Наслеђе
По њему је именован аеродром, те је на новчаници од 500 најра.